# Abdellatif Zeroual
Abdellatif Zeroual, né en 1951 à Berrechid, près de Casablanca au Maroc,  est un professeur de philosophie et membre de la direction nationale du mouvement Ila Al Amame. Il est mort sous la torture le 14 novembre 1974, à "Derb Moulay Chérif", à Casablanca,